# SNCV Groupe de Mons-Borinage
 (décembre 2019).
Le groupe de Mons-Borinage, aussi appelé groupe de Mons et du Borinage, est un ancien réseau de tramway exploité par la Société nationale des chemins de fer vicinaux (SNCV). Le réseau était construit à voie métrique.

## Histoire

### Fermeture du réseau (1973)
À partir de 1970 à la suite de la suppression de la ligne 1, ne reste plus que la ligne 2 entre la gare de Mons et Wasmes Rue de Maubeuge ainsi que la ligne 90 du réseau de Charleroi. Le 2 juin 1973, la ligne 2 est supprimée et remplacée par un autobus, la section Binche - Mons de la ligne 90 est supprimée et est également remplacée par un autobus.

## Lignes

### Lignes régionales membres du groupe à leur mise en service et ligne Mons - Boussu
*Sous réseau à l'origine :
- Avant 1912 les lignes de Mons (capital 27 dit de la Banlieue de Mons) et du Borinage (capital 127 dit des Lignes du Borinage ne sont pas reliées.
- Avant le 1er juillet 1928, la ligne Mons - Boussu (future ligne 8) appartient à la compagnie de l'État Belge devenue la Société nationale des chemins de fer belges (SNCB) en 1926.

| Nom                | Alias Autres indices et tableaux | Début du service voyageurs | Fin du service voyageurs | Traction               | Sous-réseau à l'origine* |
| ------------------ | -------------------------------- | -------------------------- | ------------------------ | ---------------------- | ------------------------ |
| 1                  | 1, 407/1, P                      | 1905                       | 1970                     | électrique             | Borinage                 |
| 1/                 | 1/, 1D/                          | 1960                       | 1967                     | électrique             | /                        |
| 2                  | 2, 407/2, E                      | 1905                       | 1973                     | électrique             | Borinage                 |
| 2/                 | 2/, 2D/                          | 1960                       | 1967                     | électrique             | /                        |
| 5                  | 3, 4, 5, 408, S, W               | 1905                       | 1963                     | électrique             | Borinage                 |
| 6                  | /                                | 1937                       | 1967                     | électrique             | /                        |
| 7                  | /                                | 1948                       | 1970                     | électrique             | /                        |
| 8                  | 6, 7, 8, 389, B, D, F            | 1899                       | 1967                     | électrique             | État-Belge               |
| 9                  | /                                | 1938                       | 1941                     | électrique             | /                        |
| 9                  | /                                | 1954                       | 1970                     | électrique             | /                        |
| 10                 | /                                |                            |                          | électrique             | Mons                     |
| 11/12              | 1, 1/, 10, 10/, 11, 11/, 12, 832 | 1952                       | 1960                     | électrique             | /                        |
| 15                 | 13, 14, 15                       | 1887                       | 1959                     | électrique             | Mons                     |
| 15A                | 392/2                            |                            | 1955                     | vapeur → autorail      | /                        |
| 16                 | 16, 17, O                        | 1935                       | 1955                     | électrique             | /                        |
| 17                 | 17, H, 398/2                     |                            | 1936                     | électrique             | Mons                     |
| 20A                | 393                              | 1907                       | 1958                     | vapeur → autorail      | Borinage                 |
| 20B                | 21A, 394                         |                            |                          | vapeur                 | Borinage                 |
| 391                | /                                | 1907                       | vers 1936                | vapeur                 | Borinage                 |
| 395                | /                                | 1907                       | 1943                     | vapeur → autorail      | Borinage                 |
| 398/1              | C                                |                            | 1931                     | vapeur → électrique    | Mons                     |
| Dour - Élouges     | /                                | 1950                       | 1951                     | électrique             | /                        |
| Eugies - Pâturages | /                                | 1907                       | 1913                     | électrique             | Borinage                 |
| Mons - Frameries   | /                                | 1912                       | 1919                     | thermique → électrique | Mons                     |

### Lignes régionales intégrées au groupe en 1948
| Nom | Alias Autres indices et tableaux | Début du service voyageurs | Fin du service voyageurs | Traction          |
| --- | -------------------------------- | -------------------------- | ------------------------ | ----------------- |
| 11B | 421                              | 1902                       |                          | vapeur → autorail |
| 11A | 422                              | 1888                       |                          | vapeur → autorail |
| 22A | 412                              | 1890                       | 1954                     | vapeur → autorail |
| 22B | 411/2                            | 1922                       | 1954                     | vapeur → autorail |
| 15B | 392/1                            | 1901                       | 1950                     | vapeur → autorail |
| 15C | 405                              | 1898                       | 1954                     | vapeur → autorail |

## Évolutions des lignes

### Aulnois - Eugies
1er mai 1910 : mise en service.

Date inconnue : traction par autorail.23 août 1953 Suppression.

### Binche - Frameries
Par Harveng, Givry, Haulchin et Estinnes-au-Mont.

## Infrastructure

### Les voies sur Mons
À partir du 18 mars 1956, la voie depuis la gare sur les rues Léopold II, Rogier, de la Petite Guirlande et des Capucins est supprimée, les lignes voies leur itinéraire modifié :
- Lignes 1 et 2 :
  - Vers la gare par les boulevards extérieurs (Albert-Elisabeth et Dolez) jusqu'à la place de Flandre pour ensuite suivre la rue d'Havré, la Grand-Place puis les rues des Clercs, du Chapitre et de la Houssière.
  - Depuis la gare les tramways empruntent les boulevards extérieurs (Gendebien, Sainctelette) jusqu'à la place de Flandre puis la rue d'Havré, la Grand-Place puis les rues des Clercs, du Chapitre et de la Houssière.
- Lignes 82 et 90 :
  - Vers la gare par la place de Flandre puis la rue d'Havré, la Grand-Place puis les rues des Clercs, du Chapitre et de la Houssière.
  - Depuis la gare par les boulevards extérieurs (Charles Quint, Winston Churchill, John Fitzgerald Kennedy et Fulgence Masson) jusqu'à la place de Flandre.

jusq'au 17 mars 1956 *Puis service 82 à partir du 1er octobre 1952. **Entre le 23 mai 1954 et le 17 mars 1956.
À partir du 18 mars 1956
À partir du 11 novembre 1968

### Dépôts
| Illustration | Nom            | Commune        | Localisation                |
| ------------ | -------------- | -------------- | --------------------------- |
|              | Casteau        | Casteau        | 50° 31′ 03″ N, 4° 01′ 01″ E |
|              | Erquennes      | Erquennes      | 50° 21′ 23″ N, 3° 47′ 02″ E |
|              | Eugies         | Eugies         | 50° 23′ 40″ N, 3° 52′ 25″ E |
|              | Mons           | Mons           | 50° 27′ 36″ N, 3° 56′ 25″ E |
|              | Quaregnon      | Quaregnon      | 50° 26′ 35″ N, 3° 52′ 18″ E |
|              | Quevau- camps  | Quevaucamps    |                             |
|              | Quévy          | Quévy          |                             |
|              | Quiévrain      | Quiévrain      | 50° 24′ 36″ N, 3° 41′ 16″ E |
|              | Roisin         | Roisin         | 50° 19′ 48″ N, 3° 41′ 13″ E |
|              | Saint-Ghislain | Saint-Ghislain | 50° 27′ 13″ N, 3° 48′ 37″ E |

### Conduite et signalisation
La ligne comme les autres lignes de tramway vicinal de la SNCV est exploitée sous le principe de la conduite à vue. Les sections en voie unique sont cependant équipées de la signalisation lumineuse pour voie unique système ayant majoritairement remplacé le baton pilote sur les sections en voie unique lors de leur électrification. Ce système de signalisation d'occupation permet d'empêcher à 2 tramways de se retrouver sur une même section en voie unique.

Principe de fonctionnement de la signalisation lumineuse pour voie unique.

## Matériel roulant

### Automotrices électriques
- Type S ;
- Type Standard et Standard Eugies.

### Automotrices thermiques
- Type 3-4 ;
- Type 11-12 ;